# Материнська магма
Магма материнська (рос. магма родоначальная, англ. parental magma, parent magma, mother magma, нім. Urmagma n, Stammmagma n) — магма, з якої шляхом її диференціації або кристалізації виникли всі генетично пов'язані між собою вивержені гірські породи однієї області або масиву.
Синонім — магма родоначальна.